# Poliske, Izeaslav
Poliske (în ucraineană Поліське) este o comună în raionul Izeaslav, regiunea Hmelnîțkîi, Ucraina, formată numai din satul de reședință.

## Demografie
Componența lingvistică a comunei Poliske
     Ucraineană (99,72%)
     Alte limbi (0,28%)
Conform recensământului din 2001, majoritatea populației comunei Poliske era vorbitoare de ucraineană (99,72%), existând în minoritate și vorbitori de alte limbi.